# エル・ドラド 黄金の都
『エル・ドラド 黄金の都』（エル・ドラド おうごんのみやこ、原題: The Road to El Dorado）は、2000年3月31日にアメリカ合衆国より公開された長篇アドベンチャー・アニメーション映画。
日本では2001年6月16日に劇場公開された。2001年11月22日に東芝デジタルフロンティアよりDVDが発売されている。

## 声の出演
| 役名             | 俳優                             | 日本語吹き替え |
| ---------------- | -------------------------------- | -------------- |
| トゥリオ         | ケヴィン・クライン               | 内田直哉       |
| ミゲール         | ケネス・ブラナー                 | 中尾隆聖       |
| チェル           | ロージー・ペレス                 | 松本梨香       |
| 司祭ゼケルカーン | アーマンド・アサンテ             | 大塚明夫       |
| タナボク         | エドワード・ジェームズ・オルモス | 滝口順平       |
| コルテス         | ジム・カミングス                 | 小林清志       |
| ザラゴザ         | トビン・ベル                     | 廣田行生       |

- その他の日本語吹替え：宮島史年／浅井清己／小野塚貴志／浅野るり／島香裕／河野智之／阪口周平／斎藤恵理／米田直嗣／江川大輔／戸田亜紀子／鈴木桃子

## 日本語版制作スタッフ
- プロデューサー：中嶋唯雄（アミューズピクチャーズ）
- 演出：佐藤敏夫
- 翻訳：荒木小織
- 調整：長井利親
- 音楽監督・作詞：近藤浩章
- 日本語版制作：ムービーテレビジョン

## 主題歌
オープニングテーマ「El Dorado」
エンディングテーマ「Someday Out Of The Blue」
作詞 - ティム・ライス、作曲 - ハンス・ジマー、歌 - エルトン・ジョン（日本語版 - 森重樹一 / ZIGGYのヴォーカリスト）